# Vojko Belšak
Vojko Belšak, slovenski igralec, 1. september 1971, Ptuj.

## Življenjepis
Vojko Belšak je na AGRFT diplomiral v razredu Kristijana Mucka in Dušana Mlakarja.
Zaposlen je bil v Slovenskem stalnem gledališču v Trstu, v Gledališču Koper, SNG Drama Maribor, SNG Nova Gorica, v SLG Celje, od pomladi 2019 pa je znova član mariborske drame. Poleg gledališča ustvarja tudi za film in televizijo, ena najprepoznavnejših vlog je Smiljan Bodiroža v TV-nadaljevanki Lepo je biti sosed in Mario v Eni žlahtni štoriji.
Od leta 2017 do 2019 je igral v seriji Reka ljubezni v vlogi Erika Kosa, stranski lik je bil tudi v seriji Sekirca v med.